# Paraphytoseius subtropicus
Paraphytoseius subtropicus är en spindeldjursart som först beskrevs av Tseng 1972.  Paraphytoseius subtropicus ingår i släktet Paraphytoseius och familjen Phytoseiidae. Inga underarter finns listade i Catalogue of Life.